# Zimní stadion Na Lapači
Das Zimní stadion Na Lapači (Winterstadion Na Lapači) ist eine Eissporthalle in der tschechischen Stadt Vsetín, Okres Vsetín.

## Geschichte
1962 begann der Bau eines offenen Eisstadions mit natürlichen Eisfläche in Vsetín, das nach zwei Jahren abgeschlossen wurde. 1966 wurde ein Kühlsystem eingebaut, sodass das Stadion nun Kunsteisbahn über einen größeren Zeitraum pro Jahr nutzbar war. 1979 begann die erste Baustufe zur Errichtung eines Hallenstadions. Die Fundamente, Stützpfeiler und das Stahlgerüst wurden als erstes unter schwierigen Bedingungen gebaut, da die Konstruktion über der ursprünglichen Eisfläche mit einer Kapazität von mehr als 5000 Zuschauern errichtet wurde. Das Dach wurde ab 1982 erbaut und 1985 abgeschlossen.

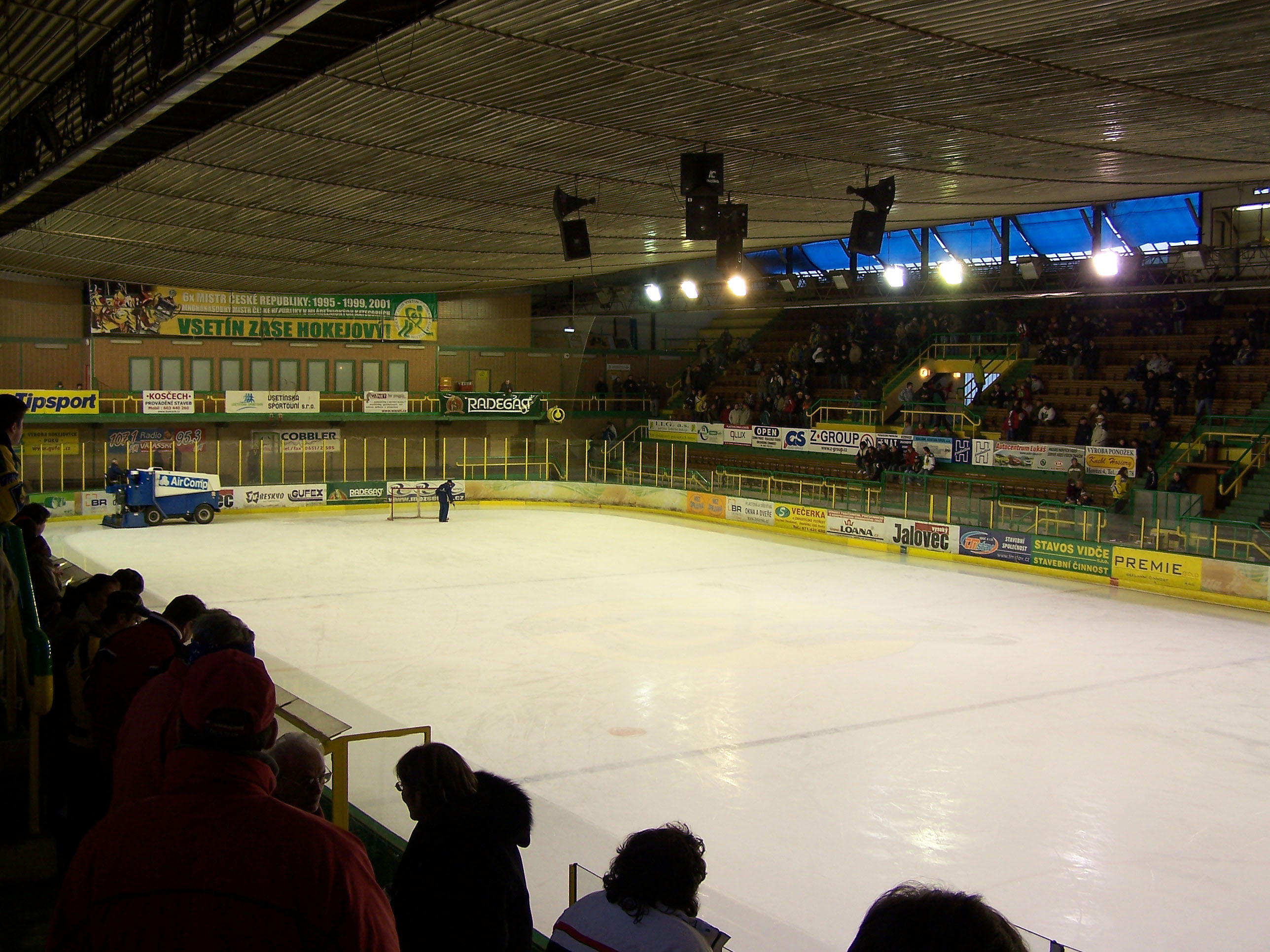
Innenansicht

Das Zimní stadion wurde vom damaligen Besitzer, der Firma ZETEX, am 1. Januar 2009 in desolaten Zustand in den Besitz der Stadt Vsetín übertragen. Im ersten Halbjahr 2009 wurde die Kühlanlage repariert. Im Sommer 2009 wurde das Stadion an die städtische Betreibergesellschaft Vsetínská sportovní správa, s.r.o. übertragen. Nach Abschluss der Eishockey-Saison 2009/10 wurde eine komplette Renovierung des technischen Anlagen und der Eisbahnen abgeschlossen. Neue Strafbanken, Zeitnehmerplätze, Netze über der Plexiglasbande und neue Eishockeytore wurden ebenfalls installiert. Im folgenden Sommer 2011 wurde die gesamte Licht- und Tonanlage erneuert. Im Jahr 2016 wurde die Kühltechnik erneut verbessert und eine neue Betonfläche verlegt. Gleichzeitig wurde eine neue digitalem Anzeigetafel in Betrieb genommen.
2017 wurden die Arbeiten im Bereich der Umkleidekabinen und Sanitäranlagen fortgesetzt. 
Das Eisstadion hat eine Kapazität von 5400 Sitzplätzen, davon 1700 Sitzplätze und 3400 Stehplätze. Die Arena ist Heimspielstätte der Eishockeymannschaft VHK Vsetín aus der 1. Liga.